# Theon Senior (cráter)

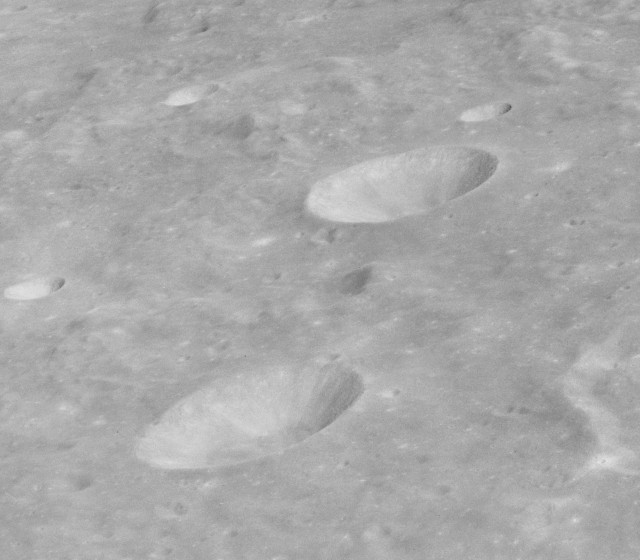
Fotografía de la misión Apolo 16

Theon Senior es un cráter de impacto lunar que se encuentra al noroeste del cráter Delambre, a unos 130 km al este de Lade y a unos 70 km al sur de D'Arrest. Forma una pareja fácilmente reconocible con Theon Junior, unos dos diámetros al sur-sureste. El cráter satélite Theon Senior A se localiza al norte.
Este cráter es circular y en forma de cuenco, con solo una pequeña plataforma en el centro de las paredes interiores de pendiente pronunciada. El cráter parece relativamente reciente, ya que muestra poco signo de desgaste debido a otros impactos. El cráter tiene unos 18 kilómetros de diámetro, y el desnivel desde su borde al suelo es de 3470 metros. Su área es de alrededor de 250 km². Theon Senior es del Período Eratosteniano, de hace entre 3200 y 1100 millones de años.
Theon Senior tiene el nombre de Teón de Esmirna, un matemático y filósofo griego del siglo I.

## Cráteres satélite

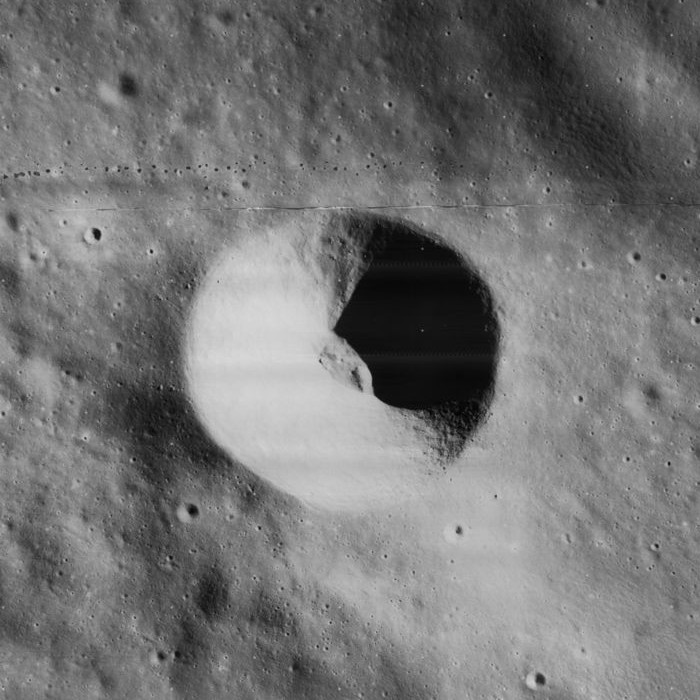
Cráter satélite Theon Senior C

Por convención estos elementos son identificados en los mapas lunares poniendo la letra en el lado del punto medio del cráter que está más cerca de Theon Senior.
|              | \| Theon Senior \| Coordenadas \| Diámetro \| \| ------------ \| --------------------------- \| -------- \| \| A \| 0°12′S 15°24′E / -0.2, 15.4 \| 5 km \| \| B \| 0°12′N 14°06′E / 0.2, 14.1 \| 6 km \| \| C \| 1°24′S 14°30′E / -1.4, 14.5 \| 6 km \| |          |
| Theon Senior | Coordenadas | Diámetro |
| A            | 0°12′S 15°24′E / -0.2, 15.4 | 5 km     |
| B            | 0°12′N 14°06′E / 0.2, 14.1 | 6 km     |
| C            | 1°24′S 14°30′E / -1.4, 14.5 | 6 km     |

|  |  |

## Referencias

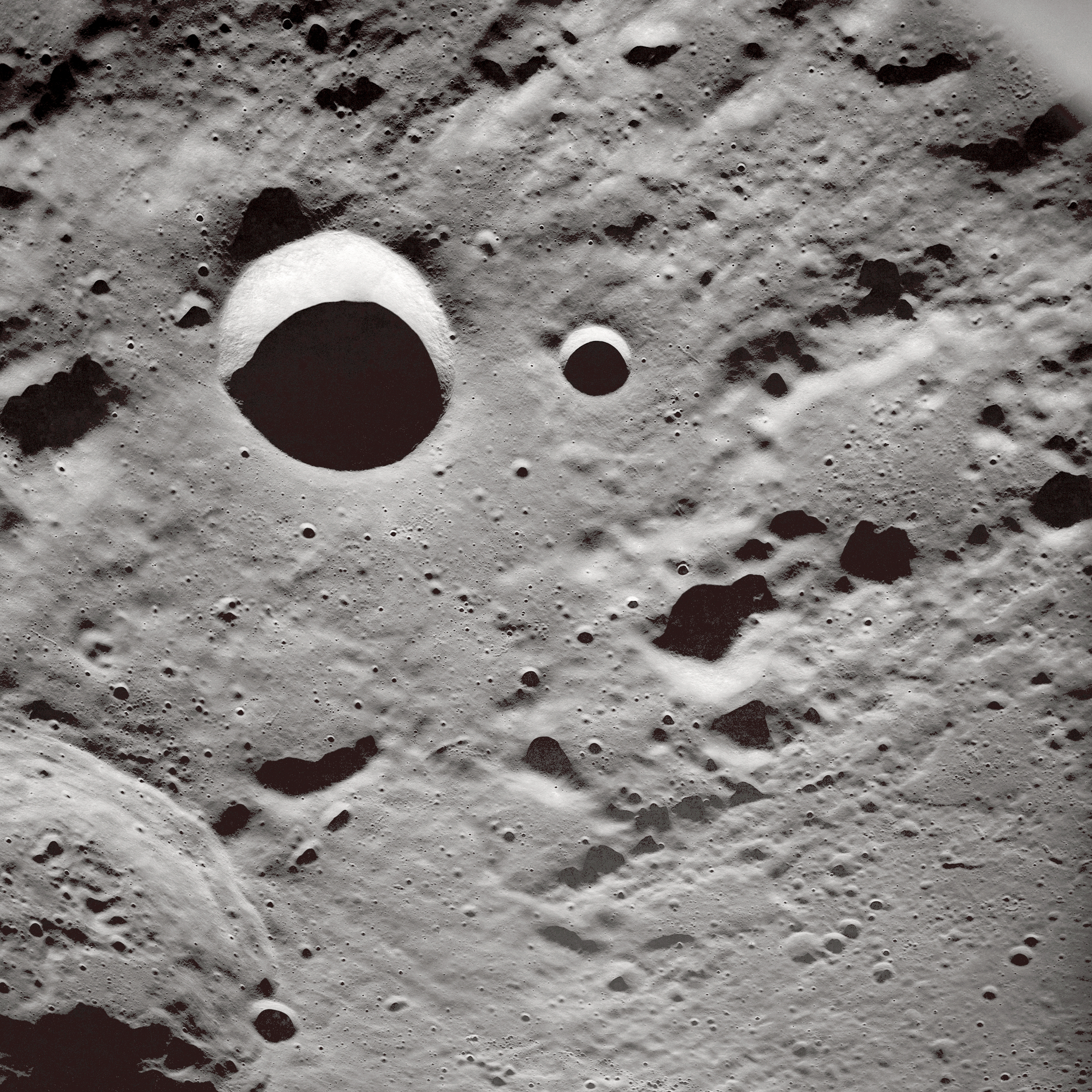
Theon Senior (con el norte hacia la derecha de la imagen)